# Клівленд Гардіанз

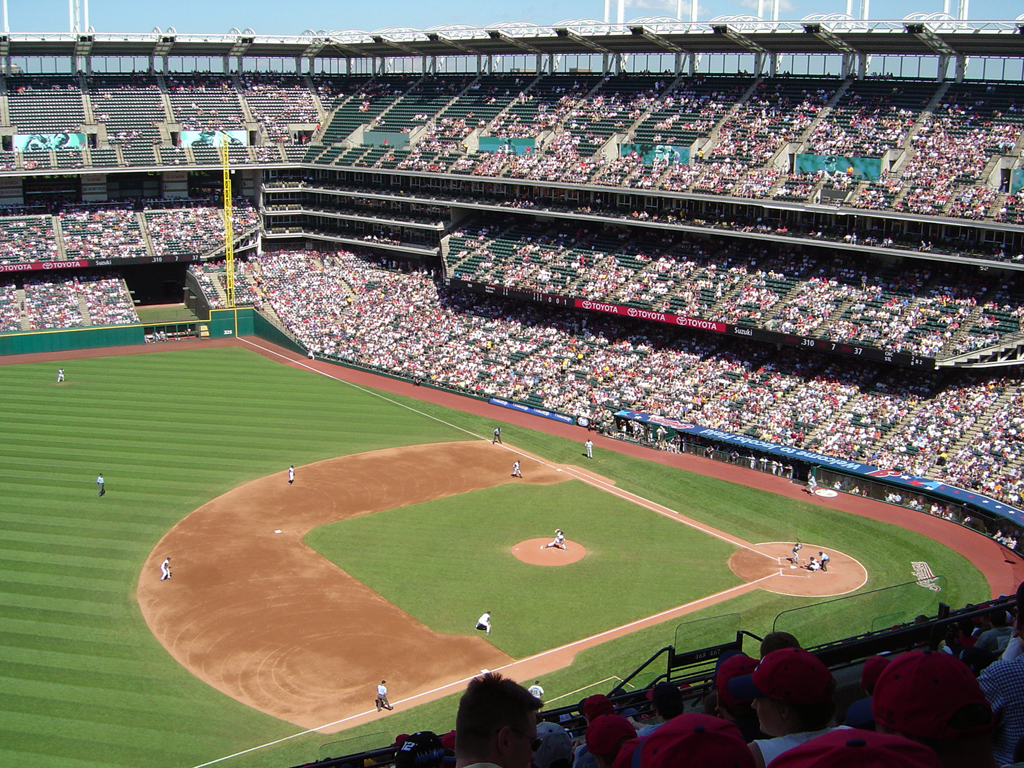
Прогрессів-філд — домашнє поле Клівленд Гардіанз

41°29′46″ пн. ш. 81°41′07″ зх. д. / 41.496° пн. ш. 81.6854° зх. д.
«Клі́вленд Гардіанз» (англ. Cleveland Guardians) — професійна бейсбольна команда міста Клівленд у штаті Огайо, заснована у 1901 році. Команда — член Центрального дивізіону, Американської бейсбольної ліги, Головної бейсбольної ліги. Домашнім полем для «Гардіанз» є Прогрессів-філд.

## Історія
Франшиза виникла в 1894 як «Гранд Репідс Растлерс» (англ. Grand Rapids Rustlers) в Мічигані і були частиною Західної ліги. Команда переїхала до Клівленда в 1900 році і була перейменована на «Клівленд Лейк Шорс» (англ. Cleveland Lake Shores), а Західна ліга була перейменована на Американську лігу. Згодом команда ще кілька разів змінювала назву — «Клівленд Блюз» (англ. Cleveland Blues, 1901), «Клівленд Бронкос» (англ. Cleveland Bronchos, 1902–1904) та «Клівленд Непс» (англ. Cleveland Naps, 1905–1914).
Назва «Індіенз» (індіанці) виникла через прохання власника клубу Чарльза Сомерса до бейсбольних фанатів вибрати нове ім'я, щоб замінити Cleveland Naps після відходу Непа Лежевея після сезону 1914 року. Це було відродженням прізвиська, яке фанати дали «Клівленд Спайдерс», коли за команду грав Луїс Сокалексіс, перший індіанець в історії Головної бейсбольної ліги.
«Клівленд Індіенз» виграли Світову серію чемпіонату Головної бейсбольної ліги у 1920, і 1948 роках.
З 24 серпня по 14 вересня 2017 року «Індіенз» виграв 22 гри поспіль — це найдовша переможна серія в історії Американської ліги. В той же час безвиграшна серія клубу у Світовій серії з 1948 року є найтривалішою серед усіх 30 нинішніх команд Головної бейсбольної ліги.
Назва «Клівленд Індіенз» (англ. Cleveland Indians) залишалася в ужитку більше століття, а прізвиськам клубу були «Плем'я» (англ. Tribe) і «Ваху» (англ. Wahoos), останнє відсилає до їхнього колишнього логотипу, «Вождя Ваху».
В 2010 році понад 115 професійних організацій, які представляють експертів у галузі цивільних прав, освіти, спорту та науки, опублікували резолюції або правила, згідно з якими будь-яке використання імен та/або символів корінних американців спортивними командами, що не належать до корінних народів, є шкідливою формою етнічних стереотипів, які сприяють непорозумінню та упередженням, що посилюють інші проблеми, з якими стикаються корінні американці. 2016 року суперечки посилились, оскільки команда вперше за 19 років повернулася до Світової серії. У серпні 2016 року представник команди заявив, що команда «дуже обізнана та уважно ставиться до обох сторін розмови», але «не планує вносити зміни». Починаючи з сезону 2019 року, логотип вождя Ваху перестав з'являтись на формі та знаках стадіону, але товари з ним, як і раніше, були доступні на стадіоні та в роздрібних магазинах в Огайо, але більше не продаватимуться на вебсайті ліги.
3 липня 2020 року на тлі протестів через вбивство Джорджа Флойда клуб офіційно оголосив, що клуб поміняє свою назву. 14 грудня 2020 року власник команди Пол Долан оголосив про початок процесу зміни назви: у сезоні 2021 року команда востаннє виступить як «Індіанс», поки проходитиме вибір нового імені та будуть реалізовані необхідні для ребрендингу заходи. Свою останню гру під історичною назвою вони зіграли 3 жовтня 2021 року, вигравши з рахунком 6:0 у «Техас Рейнджерс». 19 листопада 2021 року команда офіційно змінила назву на «Клівленд Гардіанз».

### Логотипи клубу

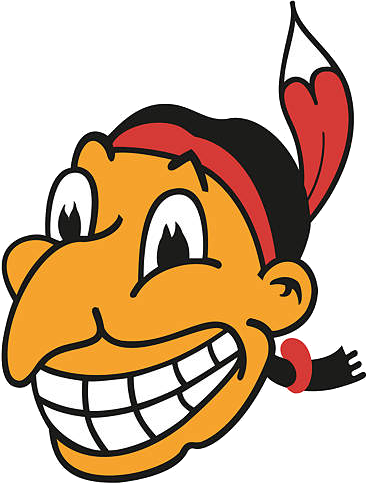
1946—1950
1950—2018
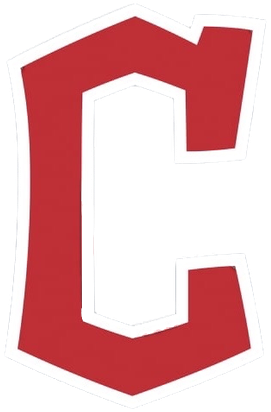
2019—2021